# Dracula (2006)

Dracula (mesmo nome no Brasil) é um telefilme britânico de 2006, do gênero terror, escrito por Stewart Harcourt e dirigido por Bill Eagles para a Granada Television, WGBH Boston e BBC Wales. Trata-se de uma adaptação televisiva do romance Drácula, escrito em 1897 por Bram Stoker.

## Sinopse
Lorde Arthur Holmwood pede em casamento a mulher que ama, Lucy Westenra, mas em seguida descobre, através do médico da família, que contraiu sífilis geneticamente de seu próprio pai. 
Já aflito por não saber como consumar seu amor por Lucy, Arthur busca uma cura e descobre que uma criatura lendária e secular da Transilvânia, chamada Drácula, talvez possa limpar seu sangue.

No entanto, Arthur não contava com o tamanho do perigo que ele e seus amigos enfrentariam ao pedir ajuda ao sedento vampiro.